# Palacio de los Deportes (México)
    O Palacio de los Deportes Juan Escutia é um ginásio polidesportivo situado na Cidade do México fazendo parte do Complexo Desportivo de la Magdalena Mixihuca. Foi inaugurado em 1968 para abrigar os eventos do Basquetebol dos XIX Jogos Olímpicos de Verão de 1968.
O ginásio também costuma abrigar vários shows musicais. Diversos artistas já realizaram apresentações no local, tais como Madonna, Kylie Minogue, RBD, Bon Jovi, U2, Green Day, Pearl Jam, Rammstein, Iron Maiden, Muse, Guns N' Roses, Red Hot Chili Peppers, Metallica, Oasis, System of a Down, Arctic Monkeys, Radiohead, Adele, Blur, Gorillaz, Kiss, Paul McCartney, Aurora, entre muitos outros.